# Було
Було (фр. Boulot) насеље је и општина у источној Француској у региону Франш-Конте, у департману Горња Саона која припада префектури Везул.
По подацима из 2011. године у општини је живело 631 становника, а густина насељености је износила 89,12 становника/km². Општина се простире на површини од 7,08 km². Налази се на средњој надморској висини од 245 метара (максималној 287 m, а минималној 209 m).

## Демографија
| 1962. | 1968. | 1975. | 1982. | 1990. | 1999. | 2011. |
| ----- | ----- | ----- | ----- | ----- | ----- | ----- |
| 164   | 207   | 256   | 335   | 388   | 423   | 631   |

График промене броја становника у току последњих година